# Sofia Öberg
Sofia Öberg, född 30 maj 1990, är en svensk friidrottare (medeldistanslöpning) tävlande för IFK Lidingö. Hon vann SM-guld på 800 meter utomhus år 2013 och inomhus åren 2007 och 2008.
Vid ungdoms-VM 2007 kom Öberg på en femte plats på 800 meter.
Året därpå, 2008, deltog hon vid junior-VM och kom då på en sjätte plats på 800 meter.
Sofia Öberg deltog på 1 500 meter vid U23-EM i Ostrava, Tjeckien 2011 men slogs ut i försöken.

## Personliga rekord
| Utomhus - 400 meter – 56,32 (Sätra 29 maj 2008) - 400 meter – 56,35 (Celle Ligure, Italien 5 juli 2017) - 800 meter – 2:03,93 (Karlstad 2 augusti 2011) - 1 500 meter – 4:14,39 (Göteborg 10 juni 2017) - 2 000 meter hinder – 6:38,24 (Karlskrona 14 augusti 2009) | Inomhus - 400 meter – 56,66 (Sätra 27 januari 2008) - 800 meter – 2:05,32 (Seattle, Washington USA 25 februari 2012) - 800 meter – 2:05,47 (Gävle 18 februari 2018) - 1 000 meter – 2:57,00 (Sätra 18 februari 2006) - 1 500 meter – 4:23,72 (Sätra 3 februari 2006) - 1 500 meter – 4:21,06 (Tammerfors, Finland 11 februari 2017) - 1 engelsk mil – 4:41,57 (Seattle, Washington USA 28 februari 2012) |